# Muscari spreitzenhoferi
Muscari spreitzenhoferi (Heldr. ex Osterm.) Vierh. (Syn.: Leopoldia spreitzenhoferi Heldr. ex Osterm.) ist eine Pflanzenart aus der Gattung der Traubenhyazinthen (Muscari) in der Familie der Spargelgewächse (Asparagaceae).

## Merkmale
Muscari spreitzenhoferi ist eine ausdauernde, krautige Pflanze, die Wuchshöhen von 5 bis 20 Zentimeter erreicht. Dieser Geophyt bildet Zwiebeln als Überdauerungsorgane aus. Die Blätter sind (2) 3 bis 9 (15) Millimeter breit. Die Traube ist kegelförmig, kurz und besteht nur aus wenigen Blüten. Die 10 bis 30 fruchtbaren Blüten sind (4) 5 bis 7 Millimeter groß, dunkelgrünlichbraun gefärbt und haben gelbe Zähne. Ihre Stiele sind aufsteigend und (1) 2 bis 5 (6) Millimeter lang. Unfruchtbare Blüten sind nur wenige vorhanden oder fehlen ganz. Die Früchte sind 6 bis 8 Millimeter große Kapseln.
Die Blütezeit reicht von April bis Juli.
Die Chromosomenzahl beträgt 2n = 18 oder 36.

## Vorkommen
Muscari spreitzenhoferi ist auf Kreta in den Regionalbezirken Chania, Rethymno, Iraklio und Lasithi endemisch. Die Art wächst in Phrygana, auf Felsen, auf Lehmflächen und auf Sandküsten in Höhenlagen von 0 bis 2200 Meter.